# Trentepohlia spectralis
Trentepohlia spectralis là một loài ruồi trong họ Limoniidae. Chúng phân bố ở miền Australasia.